# Лабасинський сільський округ
Лабаси́нський сільський округ (каз. Лабасы ауылдық округі, рос. Лабасинский сельский округ) — адміністративна одиниця у складі Коксуського району Жетисуської області Казахстану. Адміністративний центр — село Мамбет.
Населення — 5065 осіб (2021; 5333 у 2009, 6311 у 1999, 5270 у 1989).
Станом на 1989 рік існувала Лобасинська сільська рада (села Джамбул, Єнбекші, Желди-Кора, Мамбет, Талапти, селище Плотина).

## Склад
До складу округу входять такі населені пункти:
| Населений пункт    | Населення, осіб (1989) | Населення, осіб (1999) | Населення, осіб (2009) | Населення, осіб (2021) |
| ------------------ | ---------------------- | ---------------------- | ---------------------- | ---------------------- |
| Желди-Кора, село   | 363                    | -                      | -                      | -                      |
| Єнбекшиказах, село | 811                    | 1308                   | 935                    | 887                    |
| Жамбил, село       | 909                    | 1309                   | 919                    | 999                    |
| Мамбет, село       | 2040                   | 2439                   | 1991                   | 2017                   |
| Плотина, селище    | 16                     | -                      | -                      | -                      |
| Талапти, село      | 1131                   | 1255                   | 1488                   | 1162                   |